# Airbag (타블로의 노래)
'Airbag'은 대한민국의 가수 타블로의 노래이다. 2011년 10월 14일 KMP홀딩스를 통해 발매되었다. 이 노래는 타블로가 YG 엔터테인먼트로 이적한 이후 처음으로 낸 음반이자 싱글로, 그의 첫 번째 정규 음반 "열꽃"에 수록되었다. 타블로가 직접 작곡, 작사, 편곡을 했다. 어쿠스틱 사운드가 가미된 랩 장르의 이 곡은 2010년 타블로가 학력 위조 논란으로 인해 힘든 시간을 보내고 있을 때 만들어두었던 습작을 완성시킨 곡 중 한 곡이며 브라운 아이드 소울의 나얼이 피처링으로 참여하였다.

## 배경
"열꽃"에 수록된 곡들은 2010년 5월부터 다시금 불거진 학력 논란으로 인해 활동을 전면 중단한 타블로가 2010년 7월부터 2011년 초까지 홀로 작업한 곡들인데, 'Airbag' 또한 작업 당시 학력 논란으로 인해 뚜렷한 계획 및 목표없이 작업한 곡들이라고 밝혔다. 학력 위조 논란으로 인해 1년 가까이 활동을 중단하였던 타블로가 9월 27일, YG 엔터테인먼트와 4년 계약을 맺고 11월 1일, 솔로 음반을 발매한다고 밝혔다. 이후 10월 14일, 음반의 선공개 곡이자 나얼이 피쳐링을 한 'Airbag'을 공개하였고 공개와 동시에 당일 음원 차트에서 1위를 차지하였다.

## 작곡 및 구성
'Airbag'은 타블로가 직접 작곡과 작사, 편곡을 맡았다. 보컬 피쳐링으로는 평소 타블로가 "존경하는 목소리"를 가진 브라운 아이드 소울의 멤버 나얼이 참여했다. 운전에 서툴러 새벽에 외출할 때 택시를 타고 다닌 타블로는 "택시 안에서 가장 많은 생각을 하게 되고, 가장 많은 가사를" 쓰게 되었다. 타블로는 택시 안에서 창문 밖 풍경을 바라보고 라디오에서 나오는 얘기들을 들으며 한 공간에서 세상 곳곳에 있는 사람들의 외로움을 느끼게 되어 곡에 대한 영감을 얻게 되었다. 타블로가 택시 안에서 느낀 "세상의 모든 외로워 하는 사람들의 얘기"라고 생각을 하고 쓰게 된 곡이다. 'Airbag'이라는 제목과 주제에 대해서는 차 안에 사고를 대비한 에어백이 있듯이, '사람이 슬픔이나 역경에 부딪히는 순간에도 말없이 감싸주는 존재가 있다면 얼마나 좋을까'라는 생각에서 비롯되었다. 타블로는 하지만 "그러한 존재를 찾지 못해 방황하는 외로운 사람들을 위로"하기 위해 이 곡을 작업하였다.
곡 구성에 대해 소속사인 YG 엔터테인먼트는 "따스한 어쿠스틱 사운드와 타블로의 수필 같은 가사가 매우 인상적인 곡"이라 전했다. 원곡의 가이드 보컬로 '밑바닥에서'에 참여한 범키가 녹음했었다.

## 평가 및 반응
음악 평론 사이트 이즘의 황선업은 'Airbag'은 타블로 자신의 자전적 이야기로서, 곡의 정서가 "예상대로 우울"하다고 평가했다. 그는 타블로의 랩이 노래의 중심에 서 있다며, 나얼의 보컬과 어쿠스틱 사운드 보다도 "타블로의 래핑이 이 곡의 주인공"이라 판단했다. 그는 타블로의 "음악적 감각은 컴백작에서도 여과 없이 발휘"된다며 타블로의 뛰어난 감각을 호평했으며, "아픈 만큼 좋은 작품이 나온다는 아티스트들의 아이러니한 법칙을 대변하는 증거 작"이라며 평점 5점 만점에 3.5점을 줬다. 음악 매거진 리드머의 이병주는 "열꽃" 음반의 리뷰에서 "나얼을 비롯한 적절한 보컬의 참여도 곡의 완성도에 큰 역할을 하고 있다"며 이 곡의 보컬 피쳐링에 대해 긍정적인 평을 내놓았다.
'Airbag'은 발매 직후 트위터 등을 통해 여러 연예인들에게서 호평과 동시에 큰 공감을 받았다. 피쳐링으로 참여한 나얼을 비롯해 사이먼 도미닉 같이 평소 타블로와 친분이 있었던 연예인들뿐만 아니라 에이트의 백찬, 심은경, 비스트의 손동운, 2PM의 장우영, 2AM의 조권, 유아인 등이 호평을 남기며 이 곡을 극찬했다. 음악계의 한 관계자는 타블로와 친분이 없는 연예인들 또한 이 곡을 극찬하는 데에 대해 "아무래도 겉으로는 화려한 삶을 살지만 알고보면 일반인들에 비해 제약이 많고 고독한 연예인들의 삶을 대변하는 듯한 가사가 가장 크게 작용한 것 같다"라며 'Airbag'의 쓸쓸한 가사가 연예인들의 삶과 크게 닿아 있다고 분석했다.
'Airbag'은 2011년 힙합플레이야 올해의 싱글 음반 부문에 후보로 올라 5위를 차지해 힙합 팬들의 지지를 확인하였다.

## 크레딧
이 크레딧은 "열꽃" 음반의 가사집에서 발췌한 것이다.
| - 고명재 - 어쿠스틱 기타 - 나얼 - 보컬 & 코러스 - 문수정 - 추가 녹음 엔지니어 - 미스터 싱크(Mr. Sync) - 녹음 엔지니어, 일렉트릭 기타 - 이동근 - 베이스 & 콘트라베이스 | - 정호규 - 어쿠스틱 피아노, 키보드 & 신시사이저 - 제이슨 로버트(Jazon Robert) - 믹싱 엔지니어 - 타블로 - 믹싱 엔지니어, 작사, 작곡, 편곡, 프로그래밍, 프로듀서 - 톰 코인(Tom Coyne) - 마스터링 엔지니어 |

## 차트

### 주간 차트
| 차트 (2011)                   | 최고 순위 |
| ----------------------------- | --------- |
| 대한민국 (가온 BGM 차트)      | 4         |
| 대한민국 (가온 디지털 차트)   | 4         |
| 대한민국 (가온 다운로드 차트) | 6         |
| 대한민국 (가온 스트리밍 차트) | 4         |